# Pacific Tri-Nations 1983
Das Pacific Tri-Nations 1983 war die zweite Ausgabe des Rugby-Union-Turniers Pacific Tri-Nations. Dabei spielten die Nationalmannschaften von Fidschi, Westsamoa und Tonga um den Titel des Ozeanien-Meisters. Nach drei Spielen, in denen die drei Teilnehmer jeweils einmal gegen die beiden anderen Teams antraten, sicherte sich Fidschi zum ersten Mal den Titel.

## Tabelle
|    | Land      | Spiele | Siege | Unent. | Ndlg. | Spiel- punkte | Diff. | Tabellen- punkte |
| -- | --------- | ------ | ----- | ------ | ----- | ------------- | ----- | ---------------- |
| 1. | Fidschi   | 2      | 1     | 0      | 1     | 13:14         | − 1   | 2                |
| 2. | Westsamoa | 2      | 1     | 0      | 1     | 12:15         | − 3   | 2                |
| 3. | Tonga     | 2      | 1     | 0      | 1     | 23:19         | + 4   | 2                |

Anmerkung: Ausschlaggebend für die Platzierung war nicht die Punktedifferenz, sondern die Anzahl erzielter Versuche.

## Ergebnisse
| 18. Juni 1983 | Fidschi                                  | 13 : 8  | Tonga       | National Stadium, Suva Schiedsrichter: Colin Gregan (Neuseeland) |
| 18. Juni 1983 | Versuche: 2 Erhöhungen: 1 Straftritte: 1 | Bericht | Versuche: 2 | National Stadium, Suva Schiedsrichter: Colin Gregan (Neuseeland) |

| 22. Juni 1983 | Westsamoa      | 6 : 15  | Tonga                                     | National Stadium, Suva |
| 22. Juni 1983 | Straftritte: 2 | Bericht | Erhöhungen: 2 Straftritte: 2 Dropgoals: 1 | National Stadium, Suva |

| 25. Juni 1983 | Fidschi | 0 : 6                 | Westsamoa      | National Stadium, Suva Schiedsrichter: Colin Gregan (Neuseeland) |
| 25. Juni 1983 |         | (abgebrochen) Bericht | Straftritte: 2 | National Stadium, Suva Schiedsrichter: Colin Gregan (Neuseeland) |